# Rhodinia hokkaidoensis
Rhodinia hokkaidoensis är en fjärilsart som beskrevs av Inoue 1964. Rhodinia hokkaidoensis ingår i släktet Rhodinia och familjen påfågelsspinnare. Inga underarter finns listade.